# Theodor Kröger
Theodor Kröger (San Pietroburgo, 5 dicembre 1891 – Klosters, 24 ottobre 1958) è stato uno scrittore tedesco.

## Biografia
Durante la prima guerra mondiale fu accusato in Russia di spionaggio a favore dei tedeschi e per questo fu condannato e internato per quattro anni in Siberia. Il libro Il villaggio sepolto nell'oblio narra delle vicissitudini della sua prigionia e venne tradotto in tutte le lingue del mondo designando il suo indiscusso capolavoro. Successivamente visse in Germania e in Svizzera dal 1945 ove morì nella cittadina di Coira nell'anno 1958. Le sue opere, oltre al già nominato romanzo autobiografico, rimangono: Alexa o la patria sul Don, Deserto dell'anima, Madonnina.